# Simon Ferenc (gazdálkodó)
Simon Ferenc (Adony, Fejér vármegye, 1893. szeptember 23. – Budapest, 1951. szeptember 23.) magyar gazdálkodó, országgyűlési képviselő.

## Élete
1893-ban született Adonyban, Simon Mihály napszámos és Süki Katalin római katolikus szülők gyermekeként. Hat elemi iskolát végzett szülőhelyén, majd családja gazdaságában kezdett dolgozni mint földműves. Az első világháború kitörésekor a budapesti 10. közös tüzérezredhez vonult be, és 1915 októberétől egészen 1918 júliusáig katonai szolgálatot teljesített, előbb orosz, majd román, végül olasz hadszíntereken. 1918 derekán a piavei offenzívánál hét helyen is megsebesült, így a háború utolsó hónapjait kórházban töltötte. Tüzér szakaszvezetőként szerelt le, mint a kisezüst és a bronz vitézségi érem, a sebesülési érem és a Károly-csapatkereszt birtokosa. 
1917. november 18-án Nagyperkátán feleségül vette Szücs Katalint.
Leszerelés után egy ideig ismét a szülői háznál gazdálkodott, majd önállósította magát, és az évek során lassanként nyolc holdnyi saját földje mellé tízholdas bérelt földterületet is szerzett. Mint a helyi legeltetési társulat választmányi tagja, már 1925-ben foglalkozott közügyekkel; 1927-től pedig már elnökként irányíthatta a társulatot. 1933-ban beválasztották a község képviselő-testületébe és bekapcsolódott a Faluszövetség munkájába is; utóbbi adonyi fiókjának előbb alelnöke, 1939-tól pedig elnöke volt.
1932-ben választották be Fejér vármegye mezőgazdasági bizottságába, 1935-ben pedig a Zöldmező Szövetség titkára lett; később a földművelésügyi minisztérium növényegészségügyi körzete megbízottjának is megválasztották. Az 1939. évi általános választások előtt az országos politikai életbe is bekapcsolódott: az adonyi székhelyű választókerületben elindult országgyűlési képviselőjelöltként, a Magyar Élet Pártja színeiben, és el is nyerte a parlamenti mandátumot.